# マギー・シュウ
マギー・シュウ（邵 美琪、Maggie Shiu、1965年2月27日-）は、香港の女優。

日本では、「マギー・シュー」と表記されることもある。

## プロフィール
1984年に香港(TVB)へ入り、テレビドラマで活躍（アーロン・クオックは同期生である）。
近年ではジョニー・トーの映画作品に多く出演し、2004年には『PTU』で第9回香港電影金紫荊獎の最優秀助演女優賞を受賞。

## 主な日本公開作品

### 映画
- 「黒薔薇VS黒薔薇」 92黑玫瑰對黑玫瑰 92 Legendary La Rose Noire (1992)
- 「金城武の香港犯罪ファイル」 沉默的姑娘 The Wrash of Silence (1995)
- 「ロンゲストナイト」 暗花 The Longest Nite (1997)
- 「フル・スロットル」 飆車之車神傳說 Roaring Wheels (2000)
- 「PTU」 PTU (2003)
- 「ブレイキング・ニュース」 大事件 Breaking News (2004)
- 「エレクション」 黒社會 Election (2005)
- 「私の胸の思い出」 天生一對 2 become 1 (2006)（ゲスト出演）
- 「出エジプト記」 出埃及記 Exodus (2007)（2007年第20回東京国際映画祭で上映）
- 「僕は君のために蝶になる」蝴蝶飛 Linger (2007)
- 「天使の眼、野獣の街」 跟蹤 Eye in the Sky (2007)
- 「タクティカル・ユニット 機動部隊〜絆〜」 機動部隊 同袍 (2008)（2012年日本版DVD発売）
- 「冷たい雨に撃て、約束の銃弾を」 復仇 Vengence (2009)
- 「ヲタクな死神 〜妄想と現実〜」 死神傻了 (2009)（CS放映題） ※CS放送のみ

### テレビドラマ
- 「ワンス・アポン・ア・タイム・イン・チャイナ/辛亥革命」 (1996)
- 「リアル・カンフー 佛山詠春伝」 仏山賛師父 Real Kung Fu (2006)
- 「宮 パレス 〜時をかける宮女〜」 (2011)
- 「擇天記 〜宿命の美少年〜」（2017）

## 受賞・ノミネート等
PTU
- 第9回香港電影金紫荊奨（2004年）最優秀助演女優賞 受賞
- 第23回香港電影金像奨（2004年）最優秀助演女優賞 ノミネート

ブレイキング・ニュース
- 第24回香港電影金像奨（2005年）最優秀助演女優賞 ノミネート

エレクション
- 第25回香港電影金像奨（2006年）最優秀助演女優賞 ノミネート

天使の眼、野獣の街
- 第44回金馬奨（2007年）最優秀助演女優賞 ノミネート
- 第27回香港電影金像奨（2008年）最優秀助演女優賞 ノミネート